# Sonnborner Kreuz
Sonnborner Kreuz is een knooppunt in de Duitse deelstaat Noordrijn-Westfalen.
Op dit Mixvormknooppunt in de wijk Sonnborn in Wuppertal sluit de A535 vanuit Velbert aan op de A46 Heinsberg-Kreuz Wuppertal-Nord.

## Verkeersintensiteiten
De A46 verwerkte in 2009 82.500 voertuigen ten oosten van het knooppunt, de A535 verwerkte 31.800 voertuigen per etmaal. De A46 verwerkte in 2005 72.600 voertuigen ten westen van het Sonnborner Kreuz.

## Richtingen knooppunt
| Aansluitende wegen           | Aansluitende wegen          | Aansluitende wegen                            | Aansluitende wegen | Aansluitende wegen                 |
| ---------------------------- | --------------------------- | --------------------------------------------- | ------------------ | ---------------------------------- |
|                              |                             | richting Velbert / Essen                      |                    | richting Wuppertal / Dortmund      |
|                              |                             |                                               |                    |                                    |
| richting Wuppertal-Vohwinkel | richting Wuppertal-Sonnborn |                                               |                    |                                    |
|                              |                             |                                               |                    |                                    |
| richting Keulen / Düsseldorf |                             | L74 richting Wuppertal-Ronsdorf / -Cronenberg |                    | L418 richting Remscheid / Solingen |

## Weblinks
- www.autobahn-online.de
- Karte mit der Lage des Autobahnkreuzes[dode link]
- Eintrag auf baukunst-nrw